# یوچائو
یوچائو (به چینی: 有 巢، به پین یین: Yǒucháo)، بر طبق اساطیر چین باستان، مخترع خانه و ساختمان محسوب می‌شود. طبق برخی روایات گفته می‌شود که او نیز یکی از سه شهریار و پنج خاقان، در اعصار دوردست چین باستان بوده است.